# 1976 год в литературе

## Премии

### Международные
- Нобелевская премия по литературе: Сол Беллоу, «За гуманизм и тонкий анализ современной культуры, сочетающиеся в его творчестве».
- Всемирную премию фэнтези за лучший роман получил Ричард Матесон за роман «Где-то во времени».

### Великобритания
- Букеровская премия — Дэвид Стори, «Сэвилл» (англ. Saville).

### СССР
- Ленинская премия в области литературы:
  - Йонас Авижюс за роман «Потерянный кров»;
  - Георгий Марков за роман «Сибирь».
- Государственная премия СССР в области литературы:
  - Михаил Алексеев за роман «Ивушка неплакучая»;
  - Зульфия за книгу стихов «Строки памяти» и цикл «Радуга»;
  - Давид Кугультинов за книгу стихов «Зов апреля».
- Премия имени М. Горького:
  - Сергей Воронин за книгу «Родительский дом»;
  - Владимир Фирсов за сборник стихов «Музыка души»;
  - Ольга Фокина за книгу стихов «Маков день»;
  - Юрий Барабаш за книгу «Вопросы эстетики и поэтики».

### США
- Пулитцеровская премия за художественную книгу — Сол Беллоу, «Подарок Гумбольдта».
- Пулитцеровская премия за поэзию — Джон Эшбери, «Автопортрет в выпуклом зеркале» (англ. Self-Portrait in a Convex Mirror).

### Франция
- Гонкуровская премия — Патрик Гренвиль, «Пылающие» (фр. Les Flamboyants).
- Премия Ренодо — Мишель Анри, L’Amour les yeux fermés.
- Премия Фемина — Мари-Луиза Омон, «Дорога».
- Премия Фенеона — Мишель Фалемпен, L'Écrit fait masse.
- Премия Медичи — Марк Колоденко, Les États du désert.
  - Премия Медичи за лучшее зарубежное произведение — Дорис Мэй Тэйлор, «Золотая тетрадь» (англ. The Golden Notebook).

## Книги
- «Балаган, или Конец одиночеству!» (англ. Slapstick, or Lonesome no more!) — роман Курта Воннегута.
- «Господь Гнева» (лат. Deus Irae) — роман Роджера Желязны.
- «За миллиард лет до конца света» — повесть братьев Стругацких.
- «Зияющие высоты» — книга Александра Зиновьева.
- «Иметь или быть?» (нем. «Haben oder Sein») — работа Эриха Фромма.
- «Интервью с вампиром» (англ. Interview with the Vampire — новелла Энн Райс.
- «Комментарии Лайонса к 6-й версии UNIX, с исходным кодом» (англ. Commentary on UNIX 6th Edition, with Source Code) — книга Джона Лайонса.
- «Место» — роман Фридриха Горенштейна.
- «Нагрудный знак „OST“» — роман Виталия Сёмина.
- «Насморк» (пол. «Katar») — роман Станислава Лема.
- «Письма Рождественского Деда» (англ. The Father Christmas Letters) — сборник сказок Джона Рональда Руэла Толкина.
- «Прощание с Матёрой» — повесть Валентина Распутина.
- «Пять похищенных монахов» — повесть писателя Юрия Коваля.
- «Школа для дураков» — роман Саши Соколова.
- «Эгоистичный ген» (англ. «The Selfish Gene») — книга Ричарда Докинза.
- «Это я, Эдичка» — роман Эдуарда Лимонова.

### Поэзия
- «Твёрдый, мягкий» (нюнорск hard, mjuk) — сборник стихов Эльдрид Лунден.

## Родились
- 3 февраля — Айла Фишер, актриса и литератор.
- 24 декабря — Флоренсия Аббате, аргентинская писательница, поэтесса и журналистка.
- Холли Вебб — английская писательница.

## Умерли
- 12 января — Агата Кристи, английская писательница (родилась в 1890 году).
- 12 февраля — Джон Льюис, британский проповедник-унитарий, христианский социалист и философ-марксист (родился в 1889 году).
- 24 марта — Эрнест Шепард, английский художник и книжный иллюстратор (родился в 1879 году).
- 28 апреля — Ричард Хьюз, британский писатель и драматург (родился в 1900 году).
- 10 сентября — Далтон Трамбо, американский сценарист и писатель (родился в 1905 году).
- 27 сентября — Чезаре Анджелини, итальянский писатель и литературный критик (род. 1886).
- 19 октября — Вишванатха Сатьянараяна, индийский писатель, поэт и драматург (род. в 1895).
- 13 декабря — Эдуард Клаудиус, немецкий писатель (род. 1911).